# Edit Kovács
Edit Kovács (Veszprém, 9 de junio de 1954) es una deportista húngara que compitió en esgrima, especialista en la modalidad de florete.
Participó en tres Juegos Olímpicos de Verano, obteniendo en total tres medallas de bronce. Ganó seis medallas en el Campeonato Mundial de Esgrima entre los años 1979 y 1987.

## Palmarés internacional
| Juegos Olímpicos   | Juegos Olímpicos           | Juegos Olímpicos  | Juegos Olímpicos    |
| Año                | Lugar                      | Medalla           | Prueba              |
| ------------------ | -------------------------- | ----------------- | ------------------- |
| 1976               | Montreal (Canadá)          | Medalla de bronce | Florete por equipos |
| 1980               | Moscú (URSS)               | Medalla de bronce | Florete por equipos |
| 1988               | Seúl (Corea del Sur)       | Medalla de bronce | Florete por equipos |
| Campeonato Mundial |                            |                   |                     |
| Año                | Lugar                      | Medalla           | Prueba              |
| 1979               | Melbourne (Australia)      | Medalla de plata  | Florete por equipos |
| 1981               | Clermont-Ferrand (Francia) | Medalla de bronce | Florete por equipos |
| 1982               | Roma (Italia)              | Medalla de plata  | Florete por equipos |
| 1983               | Viena (Austria)            | Medalla de bronce | Florete por equipos |
| 1985               | Barcelona (España)         | Medalla de plata  | Florete por equipos |
| 1987               | Lausana (Suiza)            | Medalla de oro    | Florete por equipos |